# دليل المواهب اليابانية
دليل المواهب اليابانية هو موقع ويب من نوع قاموس سير أنشئ في 1970.

## وصلات خارجية
- الموقع الرسمي